# Mônada (gnosticismo)
Em muitos sistemas gnósticos (e heresiológicos), o Ser Supremo é conhecido como Mônade, o Uno, o Absoluto Aiōn teleos (O Perfeito Aeon, αἰών τέλεος), Bythos (Profundidade, Βυθός), Proarchē (Antes do Início, προαρχή,  Hē Archē (O Início, ἡ ἀρχή) e Pai inefável. O Uno é a fonte primal do Pleroma, a região de luz. As várias emanações do Uno são chamadas "Aeons".
Dentro de algumas variações do Gnosticismo, especialmente as inspiradas por Monoimus, o Mônade era o mais alto deus, onipotente, com poder infinito,  que criou todas as demais divindades inferiores ou os elementos (similares aos Aeons). Algumas versões mais antigas do Gnosticismo, especialmente as da escola valentiana, uma divindade inferior chamada Demiurgo teve um papel central na criação do mundo material, complementar ao papel do Mônade. Nestas tradições, o Deus do Antigo Testamento é frequentemente considerado como sendo o Demiurgo e não o Mônade, sendo que em algumas passagens ele pode se referir a ambos.

## Histórico

Mônada, segundo os Pitagóricos

De acordo com Hipólito, esta visão foi inspirada pelos pitagóricos, para quem a primeira coisa que existiu foi chamada de Mónade, que então deu existência da díade, que por sua vez pariu os números, e este o ponto, daí a linha e assim por diante.
Filósofos pitagóricos e platônicos como Plotino e Porfírio condenaram o Gnosticismo por seu tratamento dado ao Mônade ou o Uno.
Por um longo tempo, uma lenda persistiu sobre um jovem chamado Epífanes que teria sido o líder do Gnosticismo Monádico e que teria morrido aos 17 anos. Porém, estudiosos acreditam que essa lenda teria surgido de uma má interpretação da palavra grega epiphanēs, que deve ter sido entendida como um nome próprio num texto, quando de fato significa  distinto, como em distinto amigo'.